# Arthur Quiller-Couch
Sir Arthur Quiller-Couch, noto anche con lo pseudonimo di Q (Bodmin, 21 novembre 1863 – 12 maggio 1944), è stato uno scrittore, critico letterario e poeta britannico.
È ricordato soprattutto per la fondamentale antologia di poesia inglese Oxford Book of English Verse 1250–1900 (più tardi allargata fino al 1918), e per il suo acume critico. Ha influenzato autori quali F. R. Leavis, Alistair Cooke, Helene Hanff e John Mortimer.

## Biografia
Nato a Bodmin in Cornovaglia, dall'unione di due antiche famiglie locali, i Quiller e i Couch. Le sue sorelle Florence Mabel e Lilian M. furono anche scrittrici e studiose di folclore. Suo padre, Thomas Quiller Couch (morto nel 1884), era medico e storico. Suo nonno, Jonathan Couch, era un noto naturalista, fisico, antiquario e illustratore scientifico (in particolare di pesci). Suo figlio, Bevil Brian Quiller-Couch (1890-1919), fu eroe di guerra e poeta. Sua figlia, Foy Felicia, suggerì il personaggio di Ratty al romanzo Il vento tra i salici di Kenneth Grahame.
Studiò al Newton Abbot College, al Clifton College e al Trinity College di Oxford, dove fece il lettore. Laureato nel 1886, dopo qualche esperienza da giornalista a Londra (principalmente per "Speaker"), si trasferì a Fowey dove visse dal 1891, collaborò attivamente al Liberal Party. Fu eletto Knight Bachelor nel 1910, e bardo di Gorseth Kernow nel 1928, scegliendo per sé il nome di Marghak Cough ("cavaliere rosso"). È stato membro del Fowey Yacht Club dal 1893 e suo commodoro dal 1911 al 1944.

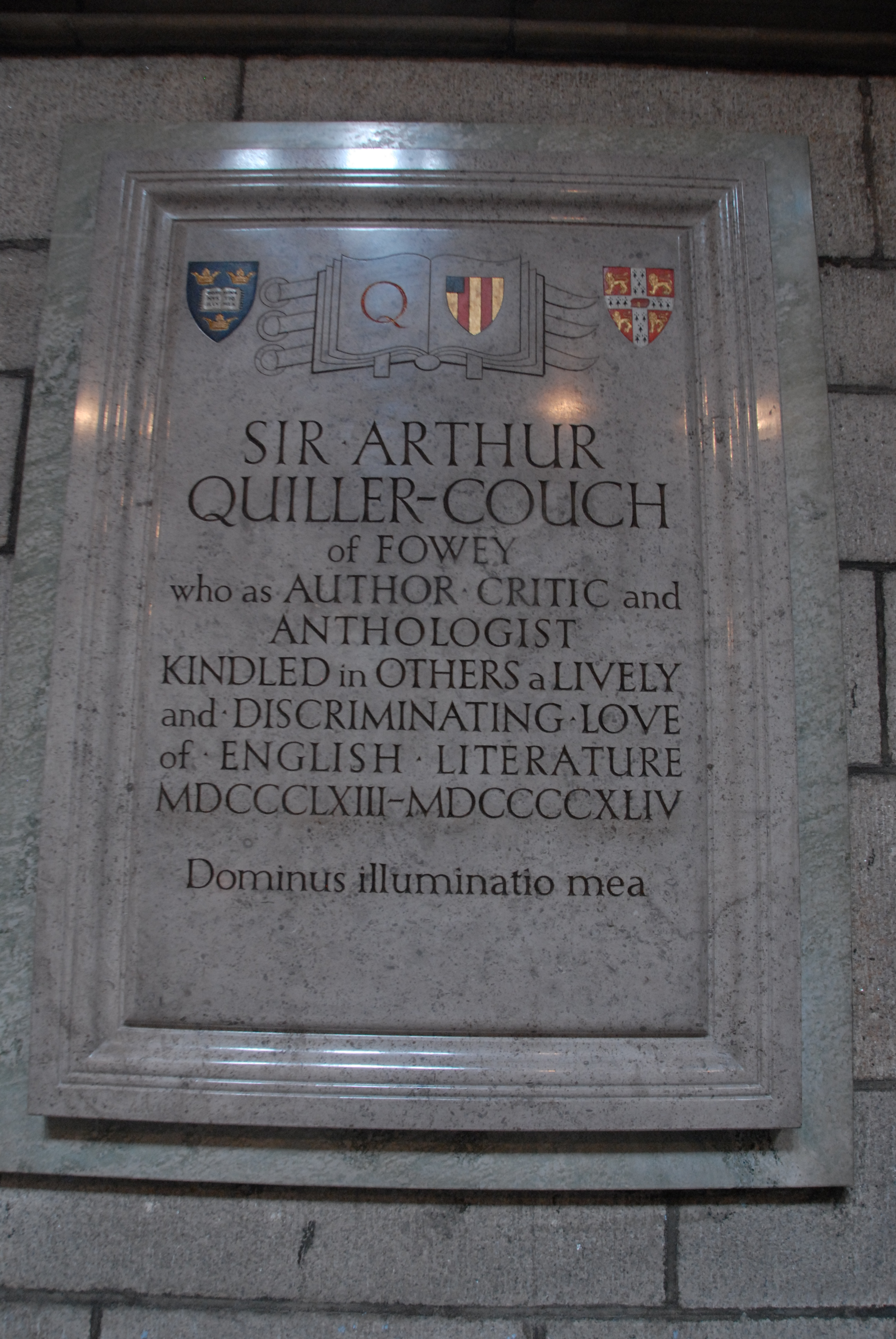
Placca ricordo di Quiller-Couch nella Cattedrale di Truro

Nel 1887, quando viveva a Oxford, pubblicò Dead Man's Rock, un romance alla maniera de L'isola del tesoro (1883) di Robert Louis Stevenson, al quale seguirono Troy Town (1888), The Splendid Spur (1889) e The Blue Pavilions (1891). È inoltre noto per il racconto "The Rollcall of the Reef", basato sul naufragio della HMS Primrose nel 1807. Nel 1896 pubblicò una serie di articoli di critica con il titolo Adventures in Criticism, e nel 1898 completò il romanzo incompiuto St. Ives di Stevenson.
Ma fu anche apprezzato come poeta, le sue poesie sono raccolte in Poems and Ballads (1896). Nel 1895 ha pubblicato l'antologia The Golden Pomp (sui lirici inglesi del XVI e XVII secolo, alla quale fece seguire la Oxford Book of English Verse, 1250–1900 (1900), tra le più note e ristampate per quasi tutto il XX secolo.
Nel 1910 pubblicò The Sleeping Beauty and other Fairy Tales from the Old French. Scrisse anche molti romanzi popolari ambientati in Cornovaglia (raccolti in 30 volumi nella collana Tales and Romances, 1928–29).
Dal 1912 alla morte insegnò letteratura inglese all'Università di Cambridge. Le sue lezioni inaugurali sono state raccolte in On the Art of Writing. Altri studi sono in Studies in Literature (1918) e in On the Art of Reading (1920). Fu inoltre prefatore e curatore di opere di William Shakespeare per la Cambridge University Press (in collaborazione con John Dover Wilson). Dopo il successo dell'antologia poetica ne fece anche una sulla prosa: Oxford Book of English Prose (1923). Lasciò incompiuta l'autobiografia Memories and Opinions, pubblicata poi nel 1945.
Quiller-Couch morì in un incidente stradale nell'anno 1944 dopo una collisione con un jeep presso la sua casa in Cornovaglia. Fu seppellito nella chiesa parrocchiale di San Finbarr in Fowey.
Daphne du Maurier riprese e terminò il suo romanzo Castle Dor (1962), su richiesta della figlia.

## Opere

### Narrativa
- Dead Man's Rock (1887), trad. it. di Giuseppe Maggiore, Lo scoglio del morto, Milano: Treves, 1932; trad. La roccia del destino, Milano: Mondadori, 1940
- The Astonishing History of Troy Town (1888)
- The Splendid Spur (1889)
- The Blue Pavilions (1891)
- St Ives (1898), completamento del romanzo di Robert Louis Stevenson
- The Ship of Stars (1899)
- Hetty Wesley (1903)
- The Adventures of Harry Revel (1903)
- Fort Amity (1904)
- The Shining Ferry (1905)
- The Mayor of Troy (1906)
- Sir John Constantine (1906)
- True Tilda (1909)
- Castle Dor (completato da Daphne du Maurier, 1962), trad. it. di G. Zannino Angiolillo, La rosa e l'ancora, Milano: Rizzoli, 1971

Una raccolta con lo pseudonimo Q è apparsa come Tales and Romances (30 volumi, 1928–29)

Una selezione di racconti Selected Short Stories è stata pubblicata nel 1957

### Poesia
- Green Bays (1893)
- Poems and Ballads (1896)

### Critica e antologie
- Adventures in Criticism (1896)
- The Golden Pomp, (1895)
- Oxford Book of English Verse, 1250–1900 (1900)
- From a Cornish Window (1906)
- introduzione a Matthew Arnold, Poems (1906 e 1909)
- introduzione a Samuel Taylor Coleridge, Poems (1907)
- introduzione a Percy Bysshe Shelley, Lyrical poems (1908)
- introduzione a William Wordsworth, Wordsworthʼs Lyrical Poems (1909)
- introduzione a Alfred Tennyson, Poems (1909)
- The Sleeping Beauty and other Fairy Tales from the Old French (1910), trad. it. parziale di Annie Friz Ciri, La bella e la bestia, illustrato da Edmund Dulac, Roma: Stampa alternativa, 1992
- The Oxford Book of Ballads (1910)
- The Oxford book of Victorian Verse (1912)
- Arthur Rackham's Book of Pictures (a cura di, 1913)
- introduzione a William Hazlitt, Characters of Shakespeare's Plays (1916)
- Studies in Literature (1918 e 1922 - 2 serie)
- On the Art of Reading (1920)
- On the Art of Writing (1916)
- Oxford Book of English Prose (1923)
- contributi a The British Empire Universities Modern English Dictionary (1927)
- introduzione a Robert Louis Stevenson, Treasure island and Kidnapped (1928)
- Shakespeare's Workmanship (1937)
- introduzione a George Gordon Byron, Poetry & Prose (1940)
- Cambridge Lectures (1943)
- Charles Dickens and Other Victorians (1968)

### Autobiografia
- Memories and Opinions (incompleta, pubblicata nel 1945, ricopre gli anni fino al 1887)